# Sphenarium
Sphenarium is een geslacht van rechtvleugeligen uit de familie Pyrgomorphidae. De wetenschappelijke naam van dit geslacht is voor het eerst geldig gepubliceerd in 1842 door Charpentier.

## Soorten
Het geslacht Sphenarium omvat de volgende soorten:
- Sphenarium borrei Bolívar, 1884
- Sphenarium macrophallicum Kevan & Boyle, 1978
- Sphenarium mexicanum Saussure, 1859
- Sphenarium purpurascens Charpentier, 1842
- Sphenarium rugosum Bruner, 1906
- Sphenarium variabile Kevan & Boyle, 1978